# كويفاسي (أسطورة)
كويفاسي (بالإنجليزية: Koevasi)‏ الربة الأفعى في الميثولوجيا الميلانيزية.